# تشستر
تشستر (بالإنجليزية: Chester) (بتسكين التاء الأولى) هي بلدة تقع في مقاطعة تشيشير ، في غرب إنكلترا ، بالقرب من ويلز.
كانت تشستر موقعا عسكريا هاما في عهد الرومان. وهي آخر مكان استسلم ويليام الفاتح، وكان هذا عام 1070 م. بها الكثير من أبنية القرون الوسطى. يبلغ تعداد سكان المدينة حوالى 77,000.

## المناخ
يظهر الجدول التالي التغييرات المناخية على مدار السنة لتشستر:
| البيانات المناخية لـتشستر         | البيانات المناخية لـتشستر | البيانات المناخية لـتشستر | البيانات المناخية لـتشستر | البيانات المناخية لـتشستر | البيانات المناخية لـتشستر | البيانات المناخية لـتشستر | البيانات المناخية لـتشستر | البيانات المناخية لـتشستر | البيانات المناخية لـتشستر | البيانات المناخية لـتشستر | البيانات المناخية لـتشستر | البيانات المناخية لـتشستر | البيانات المناخية لـتشستر |
| الشهر                             | يناير                     | فبراير                    | مارس                      | أبريل                     | مايو                      | يونيو                     | يوليو                     | أغسطس                     | سبتمبر                    | أكتوبر                    | نوفمبر                    | ديسمبر                    | المعدل السنوي             |
| --------------------------------- | ------------------------- | ------------------------- | ------------------------- | ------------------------- | ------------------------- | ------------------------- | ------------------------- | ------------------------- | ------------------------- | ------------------------- | ------------------------- | ------------------------- | ------------------------- |
| الدرجة القصوى °م (°ف)             | 16.7 (62.1)               | 17.3 (63.1)               | 22.2 (72.0)               | 25.8 (78.4)               | 27.8 (82.0)               | 32.2 (90.0)               | 33.1 (91.6)               | 35.2 (95.4)               | 29.4 (84.9)               | 28.2 (82.8)               | 19.6 (67.3)               | 17.0 (62.6)               | 35.2 (95.4)               |
| متوسط درجة الحرارة الكبرى °م (°ف) | 7.9 (46.2)                | 8.2 (46.8)                | 10.7 (51.3)               | 13.1 (55.6)               | 16.5 (61.7)               | 19.1 (66.4)               | 21.0 (69.8)               | 20.5 (68.9)               | 18.1 (64.6)               | 14.4 (57.9)               | 10.6 (51.1)               | 8.0 (46.4)                | 14.0 (57.2)               |
| متوسط درجة الحرارة الصغرى °م (°ف) | 1.4 (34.5)                | 1.4 (34.5)                | 3.2 (37.8)                | 4.2 (39.6)                | 6.8 (44.2)                | 10.2 (50.4)               | 11.9 (53.4)               | 11.7 (53.1)               | 9.6 (49.3)                | 6.9 (44.4)                | 4.0 (39.2)                | 1.7 (35.1)                | 6.1 (43.0)                |
| أدنى درجة حرارة °م (°ف)           | −18.2 (−0.8)              | −11.2 (11.8)              | −11.8 (10.8)              | −3.9 (25.0)               | −1.6 (29.1)               | −0.3 (31.5)               | 3.5 (38.3)                | 2.2 (36.0)                | −0.1 (31.8)               | −3.8 (25.2)               | −9.9 (14.2)               | −17.2 (1.0)               | −18.2 (−0.8)              |
| معدل هطول الأمطار مم (إنش)        | 60.0 (2.36)               | 44.0 (1.73)               | 50.7 (2.00)               | 49.5 (1.95)               | 57.2 (2.25)               | 59.2 (2.33)               | 56.5 (2.22)               | 57.0 (2.24)               | 60.0 (2.36)               | 81.3 (3.20)               | 75.5 (2.97)               | 75.5 (2.97)               | 726.2 (28.59)             |
| متوسط الأيام الممطرة              | 12.3                      | 10.5                      | 11.5                      | 10.3                      | 9.7                       | 9.6                       | 9.9                       | 10.6                      | 9.8                       | 13.8                      | 14.4                      | 13.2                      | 135.5                     |
| المصدر #1: مكتب الأرصاد الجوية    |                           |                           |                           |                           |                           |                           |                           |                           |                           |                           |                           |                           |                           |
| المصدر #2: مكتب الأرصاد الجوية    |                           |                           |                           |                           |                           |                           |                           |                           |                           |                           |                           |                           |                           |

## توأمة
لتشستر اتفاقيات توأمة مع كل من:
- لوراخ
- سينيغاليا

## أعلام
- رينولد نيكلسون
- جون دوغلاس
- دانيال كريغ
- مايكل أوين
- بوب ماكنتاير
- روجر آدامز